# Іван Моро
Іван Моро (ісп. Iván Moro, 25 грудня 1974) — іспанський ватерполіст.
Олімпійський чемпіон 1996 року, учасник 2000, 2004 років.
Чемпіон світу з водних видів спорту 1998, 2001 років.